# Somalische goudvleugelvink
De Somalische goudvleugelvink (Rhynchostruthus louisae) is een zangvogel uit de familie Fringillidae (vinkachtigen). Het is een voor uitsterven gevoelige, endemische vogelsoort  in Somalië.

## Kenmerken
De vogel is 15 cm lang. Het is een middelgrote, fors uitziende vink met een grote snavel en een korte staart. Het mannetje is grijsbruin met een zwarte snavel en een donker masker en vleugels met gele vlekken. Het vrouwtje is wat doffer van kleur en onvolwassen vogels zijn gestreept en hebben een onduidelijk masker.

## Verspreiding en leefgebied
Deze soort is endemisch in Somalië. Het leefgebied bestaat uit rotsig terrein met doornig struikgewas en grote planten uit het geslacht wolfsmelk  (Euphorbia abessinica).

## Status
De Somalische goudvleugelvink heeft een beperkt verspreidingsgebied en daardoor is de kans op uitsterven aanwezig. De grootte van de populatie werd in 2016 door BirdLife International geschat op 3,5 tot 15 duizend individuen en de populatie-aantallen nemen af door habitatverlies. Om deze redenen staat deze soort als gevoelig op de Rode Lijst van de IUCN.